# فرودگاه هنگیواگ نانیو
فرودگاه هنگیواگ نانیو (به انگلیسی: Hengyang Nanyue Airport) یک فرودگاه همگانی است . این فرودگاه در کشور چین قرار دارد .

## شرکت‌های هواپیمایی و مقصدهای پروازی
| شرکت‌های هواپیمایی      | مقصدهای پروازی                 |
| ---------------------- | ------------------------------ |
| هواپیمایی شرقی چین     | سانیا فونیکس، شی‌آن شیان‌یانگ    |
| چاینا یونایتد ایرلاینز | پکن نانیوان                    |
| چونگ‌کینگ ایرلاینز      | چنگچینگ ییانگبی، فوژو چنگل     |
| اوکی ایرویز            | Zhangjiajie                    |
| شانگهای ایرلاینز       | کونمینگ چانگشوی، شانگهای پودنگ |